# Darryl Strawberry
Darryl Eugene Strawberry, né le 12 mars 1962 à Los Angeles, en Californie, est un ancien voltigeur de droite ayant joué dans les Ligues majeures de baseball de 1983 à 1999, notamment avec les Mets et les Yankees de New York.
Au cours de sa carrière, il s'est imposé comme un des plus importants frappeurs de puissance de son époque, cognant 335 coups de circuit. Il a participé huit fois au match des étoiles du baseball majeur et remporté quatre Séries mondiales dans l'uniforme des Mets et des Yankees. 

## Carrière

### Mets de New York

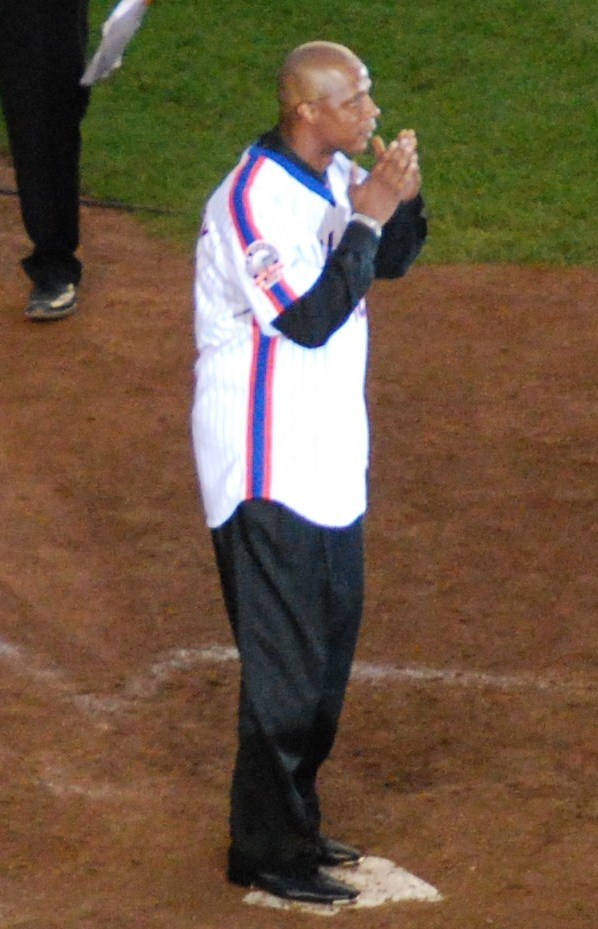
Darryl Strawberry est invité le 28 septembre 2008 à la cérémonie de fermeture du Shea Stadium, domicile des Mets de New York.

Premier joueur sélectionné par les Mets de New York en 1980, Darryl Strawberry fait ses débuts en 1983 et est élu recrue de l'année dans la Ligue nationale. Il frappe 108 coups sûrs, dont 26 circuits, en 122 parties, et produit 74 points.
Entre 1984 et 1990, il est un des plus importants joueurs des Mets, qui termineront premier ou deuxième dans la division Est de la Ligue nationale au cours de cette séquence.
Strawberry cogne 26 circuits et totalise 97 points produits en 1984, obtenant la première de huit sélections consécutives au poste de voltigeur de droite pour le match des étoiles du baseball majeur.
En 1985, il frappe 29 circuits et produit 79 points dans une saison où il rate une cinquantaine de matchs en raison d'une blessure.
En 1986, il totalise 29 circuits à nouveau et fait marquer 93 points, aidant les Mets à remporter le championnat de leur division et conquérir le titre mondial en sept parties devant les Red Sox de Boston.
En 1987, il connaît la première de trois saisons de 100 points produits ou plus, faisant compter 104 points et cognant 39 longues balles. Avec 36 buts volés, il entre dans le club 30-30, avec 30 circuits et 30 buts volés ou plus dans une même saison.
En 1988, Strawberry domine la Ligue nationale avec 39 coups de circuits. Il produit également 101 points. Il remporte le premier de deux Bâtons d'argent et termine deuxième au scrutin du joueur par excellence de la Nationale derrière Kirk Gibson, des Dodgers de Los Angeles. Les Mets remportent à nouveau le titre de division, mais s'inclinent en Série de championnat devant les Dodgers.
Après une baisse de régime en 1989 (29 circuits, 77 points produits), il atteint un sommet personnel en carrière de 108 points produits en 1990, et cogne 37 longues balles.
Strawberry quitte les Mets avec le record de franchise de 733 points produits, une marque qui tient jusqu'en 2012 lorsque David Wright le rejoint.

### Los Angeles et San Francisco
En 1991, Strawberry signe un lucratif contrat avec l'équipe de sa ville natale, les Dodgers de Los Angeles. Avec un salaire de 3,8 millions de dollars, il est le joueur le mieux payé des majeures cette saison-là. Il frappe 28 circuits et produit 99 points.
Blessé au cours des deux années suivantes, il ne prendra part qu'à 75 parties pour Los Angeles en 1992 et 1993, malgré un salaire dépassant les 4 millions de dollars par saison. En mai 1994, les Dodgers le libèrent de son contrat et il s'entend en juin avec les Giants de San Francisco, pour qui il ne jouera que 29 parties.
Le 6 février 1995, Darryl Strawberry est suspendu pour 60 jours par le baseball majeur pour usage de cocaïne. Les Giants invoquent une clause dans son contrat pour remercier le voltigeur étoile.

### Yankees de New York
Après sa suspension, il effectue un retour à New York, cette fois dans l'uniforme des Yankees. Signé en juin, il ne participe qu'à 32 matchs et devient joueur autonome à la fin de la saison.
En 1996, il se joint aux Saints de Saint Paul de la Ligue Northern de baseball, et entreprend de se remettre en forme. Les Yankees lui accordent une nouvelle chance, et un nouveau contrat, en juillet. Strawberry frappe 11 circuits et produit 36 points en 63 parties dans la Ligue américaine. Il connaît une impressionnante Série de championnat contre les Orioles de Baltimore, avec 3 circuits et 5 points produits et une moyenne au bâton de ,417 en 5 parties. Les Yankees remportent la Série mondiale. Strawberry  et son coéquipier lanceur Dwight Gooden, aussi membre des Mets de 1986, deviennent les deux premiers joueurs à remporter les grands honneurs avec les deux franchises de la ville de New York.
En 1997, encore ennuyé par des blessures, Strawberry ne joue que 11 parties. Il revient en forme pour les Yankees en 1998 et cogne 24 coups de circuit en 101 matchs. Il apprend le 1er octobre de cette année-là qu'il est atteint d'un cancer du côlon. Il subira deux opérations pour vaincre la maladie. Il ne joue pas en éliminatoires, mais les Yankees décrochent un deuxième titre mondial en trois ans et dédient leur victoire sur les Padres de San Diego à Strawberry.
Strawberry met fin à sa carrière en 1999. Il ne joue que 24 matchs dans une saison régulière au cours de laquelle il fut suspendu pour 140 jours par les ligues majeures, après avoir été arrêté pour avoir sollicité les services d'une prostituée à Tampa, en Floride. Le joueur avait sur lui une petite quantité de cocaïne lors de son arrestation.
En éliminatoires de 1999, cependant, il frappe pour ,333 (7 coups sûrs en 15 présences officielles au bâton) et contribue à une nouvelle conquête de la Série mondiale par les Yankees.
Darryl Strawberry a joué 1583 parties dans les majeures, frappant 1401 coups sûrs, dont 256 doubles et 335 circuits. Il a totalisé 1000 points produits, 898 points marqués et 221 buts volés. Sa moyenne au bâton en carrière est de ,259. 
Il a connu deux matchs de 3 coups de circuits, le premier survenu le 5 août 1985 contre les Cubs de Chicago et le second le 6 août 1996 contre les White Sox de Chicago.
Après la saison des ligues majeures 2008, il se classait 87e dans l'histoire du baseball pour les coups de circuit, mais était sur le point d'être dépassé par Moises Alou.

## Honneurs et exploits
- Élu recrue de l'année de la Ligue nationale en 1983.
- A mené la Ligue nationale pour les circuits (39) et la moyenne de puissance (,545) en 1988.
- A participé à 8 matchs des étoiles du baseball majeur consécutifs (1984-1991).
- Gagnant de 2 Bâtons d'argent (1988, 1990).
- A remporté 4 Séries mondiales (avec les Mets en 1986 puis avec les Yankees en 1996, 1998 et 1999).
- Détient jusqu'en 2012 le record de points produits (733) pour un joueur des Mets[1].

## Puissance inouïe
Darryl Strawberry a claqué le 2e plus long circuit enregistré au Stade Olympique de Montréal en avril 1988 lors de la joute inaugurale aux dépens des Expos, un coup de canon estimé à 525 pieds sur l'anneau technique au champ droit près de la ligne de démarcation. Strawberry avait de la puissance à tous les champs, semblant n'utiliser que la force de ses bras très élégamment fluide.

## Vie personnelle

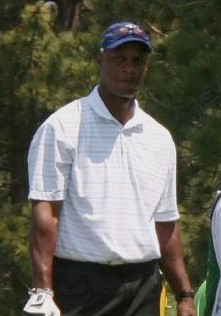
Darryl Strawberry en 2008.

Immédiatement reconnaissable en raison de sa très grande taille (6 pieds 6 pouces, ou 1 mètre 98), sa silhouette longiligne et son élan au bâton, favori de la foule en raison de sa grande production de coups de circuit, Strawberry fut extrêmement populaire parmi les amateurs new-yorkais de baseball. Il fut en revanche souvent la cible des moqueries des partisans des équipes adverses.
À la poursuite du record de coups de circuits de Hank Aaron (Strawberry comptait déjà 280 circuits à l'âge de 29 ans), la carrière de l'ancien voltigeur étoile souffrit de ses nombreuses frasques hors du terrain et de certains démêlés avec la justice.
Parmi les incidents notoires survenus dans les années 1980, on compte une bagarre au printemps 1989 avec le capitaine des Mets Keith Hernandez la journée de la photo d'équipe, ; des critiques publiques de ses coéquipiers Hernandez, Wally Backman, Lenny Dykstra et Gary Carter ; de nombreux retards aux entraînements (pour lesquels il fut mis à l'amende) et une dispute avec le manager Davey Johnson après que ce dernier le remplaça par Kevin Mitchell en 10e manche du sixième match de la Série mondiale 1986 contre Boston.
Après deux combats contre le cancer, plusieurs séjours en cure de désintoxication pour des problèmes de toxicomanie, et deux séjours en prison, Darryl Strawberry semble avoir mis de l'ordre dans sa vie au cours des dernières années. Il fut employé comme instructeur par les Mets en 2005. Le 12 octobre 2006, il reçut une ovation de la part de la foule présente au Shea Stadium, alors qu'il effectua le lancer protocolaire avant le premier match de la Série de championnat de la Ligue nationale entre les Mets et les Cards. Il fait partie des légendes des Mets invitées à la cérémonie de fermeture du Shea Stadium en septembre 2008. Strawberry est présentement analyste à la chaîne SportsNet New York, commentant les activités des Mets avant et après les parties télévisées.
En 2009, il publie son autobiographie, Straw: Finding My Way. Il y relate notamment les frasques de certains joueurs des Mets des années 1980, incluant lui-même, avec l'alcool et les femmes.

### Santé
Darryl Strawberry apprit le 1er octobre qu'il était atteint d'un cancer du côlon. Il subit deux jours plus tard une première opération pour retirer la tumeur ainsi qu'une partie de son intestin. Le 14 octobre, les médecins lui annoncèrent qu'un ganglion lymphatique était aussi atteint, et il dut subir des traitements de chimiothérapie pour guérir la maladie.
Le 28 juillet 2000, soit l'année suivant sa retraite du baseball, l'ancien joueur fit une rechute. Une nouvelle opération permit de retirer la tumeur ainsi qu'un rein.

### Démêlés judiciaires
En décembre 1995, Strawberry est accusé par un tribunal californien d'avoir manqué à son engagement de payer une pension alimentaire pour son enfant. Après avoir dépassé la date limite du 5 juin 1996 pour s'acquitter de la pension, un juré de Los Angeles le convoque pour une audience le 17 juillet au cours de laquelle il accepte d'utiliser les bonus de son contrat professionnel pour payer sa dette.
Il fut suspendu pour 60 jours par les ligues majeures en 1995 pour usage de cocaïne, dont la présence fut révélée par un test antidopage. En avril 1999, il fut suspendu 140 jours après avoir été arrêté à Tampa en Floride pour avoir sollicité les services d'une policière déguisée en prostituée. Strawberry, qui avait en sa possession une petite quantité de cocaïne lors de son arrestation, choisi de ne pas contester les faits lors de son procès en mai et écope de 21 mois de probation et de travaux d'intérêts généraux. 
Le 11 septembre 2000, à Tampa, Strawberry conduit un véhicule sous l'effet de médicaments anti-douleurs. Sa voiture en emboutit une autre et il essaya de fuir les lieux de la collision, pour être arrêté par un policier en civil témoin de l'incident. Alors en probation, Strawberry fut assigné à résidence pendant deux ans. Le 21 novembre, il fut condamné à une année de probation et à des travaux communautaires.
Le 9 novembre 2000, il fut condamné à 40 jours d'emprisonnement pour avoir violé ses conditions de probation en s'enfuyant d'un centre de désintoxication de Tampa. Le 30 novembre, il fut libéré de prison et envoyé à nouveau en désintoxication.
Le 2 avril 2001, l'ancien joueur fut de nouveau arrêté pour s'être enfui du centre. Il fut condamné le 1er mai à du temps supplémentaire dans ce centre.
Le 12 mai 2002, il fut de nouveau condamné à la prison pour avoir manqué aux règlements anti-drogues du centre dans lequel il séjournait, violant une fois de plus ses conditions de probation. Le 29 avril de la même année, il fut condamné à purger une sentence d'emprisonnement suspendue de 22 mois pour les incidents survenus en 1999.

### Famille
Darryl Strawberry a été marié à trois reprises. 
Sa seconde épouse, Charisse, a demandé le divorce en décembre 2005, mettant fin à une union de 12 ans.
En octobre 2006, Strawberry a épousé Tracy, une femme rencontrée dans une rencontre pour ex-toxicomanes. Le couple a créé la Fondation Darryl Strawberry, au profit des enfants atteints d'autisme.
D. J. Strawberry, son fils né en 1985, est un joueur de basket-ball professionnel drafté par les Suns de Phoenix de la NBA en 2007.

## Dans la culture populaire
- Darryl Strawberry est un des neuf joueurs des ligues majeures de baseball à être apparus dans l'épisode des Simpson intitulé Homer la foudre, originellement diffusé le 20 février 1992. Dans cet épisode, il est le seul des neuf joueurs à ne pas rater la finale de leur équipe après avoir été impliqué dans des incidents insolites. Il est finalement retiré de la partie juste avant son tour au bâton en 9e manche et, bien qu'il ait frappé neuf longues balles jusque-là, est remplacé par le frappeur suppléant Homer Simpson.

- 1992: Darryl Strawberry fut cité à de maintes reprises dans le film Bad Lieutenant, réalisé par Abel Ferrara et avec Harvey Keitel dans le rôle principal.
- Selon ce que l'ancien joueur des Mets de New York Keith Hernandez affirme sur un DVD de la comédie de situation américaine Seinfeld, l'épisode The Boyfriend, diffusé en 1992, devait mettre en vedette Darryl Strawberry comme vedette invitée. Celui-ci devait apparaître au cours de l'épisode, lorsque les personnages de l'émission accusent faussement Keith Hernandez d'avoir craché sur eux après une partie de baseball. Strawberry devait être le « coupable » de ce crachat, mais les auteurs de l'émission le remplacèrent par son coéquipier lanceur Roger McDowell, jugeant plus prudent d'agir ainsi après les démêlés récents de Strawberry avec la drogue.

- En 2004 a été jouée la pièce de théâtre The Sweetest Swing in Baseball de Rebecca Gilman. Dans la pièce, le personnage principal de Dana (interprété par Gillian Anderson), adopte la personnalité de Darryl Strawberry pour convaincre son entourage qu'elle est schizophrène.